# Trailia ascophylli
Trailia ascophylli är en svampart som beskrevs av G.K. Sutherl. 1915. Trailia ascophylli ingår i släktet Trailia och familjen Halosphaeriaceae.   Inga underarter finns listade i Catalogue of Life.